# Rezerwat przyrody Glinki (województwo podlaskie)

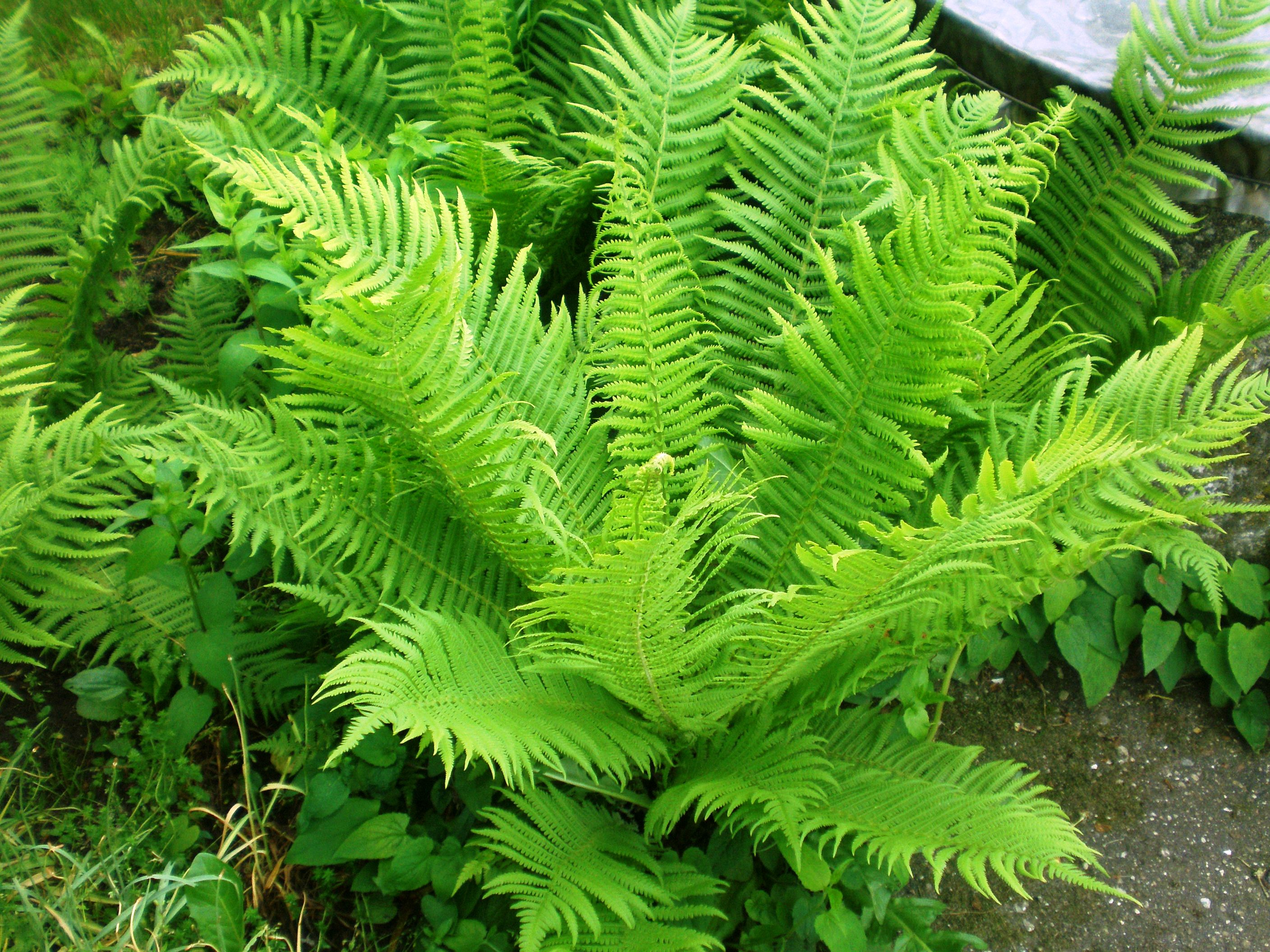
Pióropusznik strusi

Rezerwat przyrody Glinki – rezerwat przyrody położony na terenie gminy Sztabin w pow. augustowskim w woj. podlaskim.
Rezerwat został utworzony zarządzeniem Ministra Leśnictwa i Przemysłu Drzewnego z 13 października 1971 roku. Powierzchnia rezerwatu wynosi 1,79 ha (1,65 ha według aktu ustanawiającego). Rezerwat zalicza się do rodzaju rezerwatów florystycznych, typu florystycznego, podtypu roślin zarodnikowych. Typ ekosystemu występującego w rezerwacie to ekosystem leśny i borowy, zaś podtyp – lasów mieszanych nizinnych.
Przedmiotem ochrony w rezerwacie jest stanowisko paproci pióropusznika strusiego. W rezerwacie na obszarze około 1 ha rośnie około 450 sztuk tej rośliny. Jest to jedyne stanowisko tego gatunku w Puszczy Augustowskiej. Inne gatunki roślin występujące w rezerwacie to m.in. zawilec gajowy, zawilec żółty, marzanka wonna, kopytnik pospolity, czyściec leśny, czosnek niedźwiedzi i podejźrzon księżycowy.
Rezerwat porośnięty jest wilgotnym lasem liściastym – grądem – z wielowarstwowym drzewostanem złożonym z graba, jesionu, osiki i świerka z domieszką wiązu górskiego (brzostu).
Rezerwat zlokalizowany jest w Puszczy Augustowskiej na obszarze Nadleśnictwa Augustów w południowej części obrębu Balinka w oddziale 71d (na wschód od wsi Balinka). Nadzór nad rezerwatem sprawuje Regionalny Dyrektor Ochrony Środowiska w Białymstoku.
Obszar rezerwatu podlega ochronie czynnej. W ramach zadań ochronnych na lata 2015–2020 przewidziane jest zaniechanie działań w otoczeniu rezerwatu mogących spowodować zmianę poziomu wód gruntowych w jego granicach, a także kontrolowana regulacja ocienienia stanowisk pióropusznika, polegająca na ewentualnym usuwaniu roślinności zacieniającej te stanowiska.
Rezerwat wchodzi w skład Obszaru Specjalnej Ochrony Ptaków „Puszcza Augustowska” (PLB200002) w sieci Natura 2000.